# Движение транспорта по мосту Лидс
«Движение транспорта по мосту Лидс» (англ. Traffic Crossing Leeds Bridge, 1888) — немой английский короткометражный кинофильм Луи Лепренса, второй экспериментальный фильм в истории кинематографа.

## Сюжет
Киноролик в течение двух секунд показывает мост Лидс-бридж в городе Лидс, по которому движутся конные повозки и пешеходы.

## Технические особенности

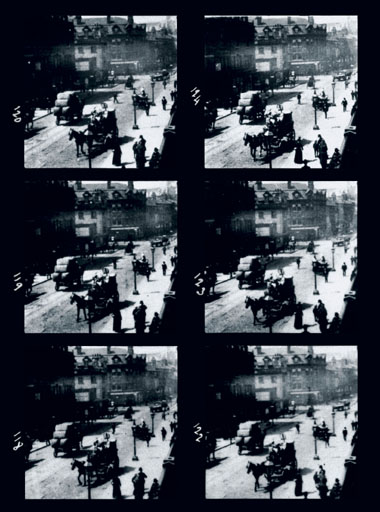
Копия оригинальных кинокадров ролика, хранящаяся в лондонском Музее Науки

Киноролик был снят для проверки работоспособности очередной хронофотографической камеры, собранной Лепренсом. Камера с одним объективом, позднее получившая в кругу киноисториков условное название «LPCCP Mk II», снимала на рулонную фотобумагу шириной 54 миллиметра, которую в 1884 году разработали Джордж Истмэн и Уильям Уокер. Это была новая разработка, которой предшествовала менее удачная с 16 объективами. Всего изготовлено два экземпляра такой камеры, незначительно отличающихся друг от друга. По свидетельству сына изобретателя, Адольфа Лепренса, для съёмки моста использован второй экземпляр камеры, снимавший с частотой 20 кадров в секунду.
Сохранившаяся часть оригинального негатива, содержащая 19 кадров, была скопирована на стеклянную фотопластинку Музеем науки в Лондоне, куда дочь изобретателя Мэри передала в 1930 году сохранившиеся исходные материалы. Движущееся изображение было впервые воссоздано цифровыми методами только в 1989 году Британским Национальным Медиамузеем в Брадфорде. В результате интерполяции получены 65 цифровых видеокадров, занимающие на экране 2,76 секунды при кадровой частоте 24,50.
В 1945 году вместо моста, показанного в фильме, построен новый, но здание, из окна которого снят ролик, сохранилось до сих пор.
- Место, с которого снимал Лепренс (англ. Hicks the Ironmongers)[4][5], имеет следующие координаты — 53°47′37″ с. ш. 1°32′29″ з. д.HGЯO.[6].